# Kanton Saint-Sauveur-Lendelin
Saint-Sauveur-Lendelin is een voormalig kanton van het Franse departement Manche. Het kanton maakt deel uit van het arrondissement Coutances.
Het kanton werd op 22 maart 2015 opgeheven en Camprond en Monthuchon werden overgeheveld naar het kanton Coutances, Le Lorey werd opgenomen in het het op die dag gevormde kanton Saint-Lô-1 en de overige gemeenten in het op die dag eveneens gevormde kanton Agon-Coutainville.

## Gemeenten
Het kanton Saint-Sauveur-Lendelin omvatte de volgende gemeenten:
- Camprond
- Hauteville-la-Guichard
- Le Lorey
- Le Mesnilbus
- Montcuit
- Monthuchon
- Muneville-le-Bingard
- La Ronde-Haye
- Saint-Aubin-du-Perron
- Saint-Michel-de-la-Pierre
- Saint-Sauveur-Lendelin (hoofdplaats)
- Vaudrimesnil